# جولي ستيوارت
جولي ستيوارت هي ممثلة كندية، ولدت في 1967 في كينغستون في كندا.

## وصلات خارجية
- جولي ستيوارت على موقع IMDb (الإنجليزية)
- جولي ستيوارت على موقع قاعدة بيانات الفيلم (الإنجليزية)